# Èguet
Èguet (en francès Égat) és una comuna de la Catalunya del Nord, a la comarca de l'Alta Cerdanya. Administrativament, pertany a l'Estat francès.
Hi ha alguns autors que afirmen que és el vilatge més alt dels Països Catalans, títol que disputa amb Rubió del Cantó i amb Font-romeu.

## Etimologia
Joan Coromines explica en el seu Onomasticon Cataloniae l'origen basc del topònim Èguet, que ell grafia Ègat. Procedeix del basc egats o egatz (vessant de muntanya), cosa que correspon plenament a la situació geogràfica del poble.

## Geografia

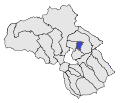
Èguet a l'Alta Cerdanya

### Localització i característiques generals del terme
El terme comunal d'Èguet, de 44.700 hectàrees d'extensió, el més petit de l'Alta Cerdanya, és situat a la zona central de la comarca de l'Alta Cerdanya. És una mica al nord-oest del centre de la comarca de l'Alta Cerdanya, totalment envoltat per altres comunes cerdanes.
El territori del terme comunal d'Èguet està format per tres valls, dues que davallen de nord a sud des d'una carena dels contraforts meridionals del Massís del Carlit no gaire prominent, atès que el punt més elevat no depassa els 1.939,6 m alt (a l'extrem nord-oest del terme, al trifini d'Èguet amb Font-romeu, Odelló i Vià i Targasona. Aquesta carena separa les dues valls d'Èguet de la zona alta de la comuna de Font-romeu, on hi ha les pistes d'esquí de Font-romeu. Aquests dues valls són la del Rec d'Èguet, que articula tota la part central del terme comunal, i la del Rec de les Canaletes, que discorre pel costat nord-oriental del terme i fa de termenal amb la part del terme de Font-romeu, Odelló i Vià que correspon a l'antic terme d'Odelló. El Rec d'Èguet davalla cap al costat oriental del terme de Llívia, on s'aboca en el Rec de l'Estaüja, curs d'aigua que defineix quasi tot el límit oriental del terme de Llívia.
El Rec de les Canaletes aflueix en l'Angost i, aquest en el Segre, on s'aboca vora el lloc on el Rec de l'Estaüja aflueix en el Segre, a prop de l'extrem sud-est del terme municipal de Llívia.
Al sud de la comuna, més avall del lloc on és emplaçat el poble d'Èguet, el terme esdevé més pla, i s'estén entre els 1.302 m alt de l'extrem sud-est, al trifini d'Èguet amb Estavar i Font-romeu, Odelló i Vià, també a l'antic terme d'Odelló, i els 1.666,4 m alt del poble eguetà, a l'emplaçament de l'església parroquial. En aquest extrem sud-oriental esmentat, el punt més baix del terme, es troba la petita vall del Rec de Sant Esteve, la tercera del terme, que és afluent de l'Angost.
El terme comunal d'Èguet està inclòs en el Parc Natural Regional del Pirineu Català.
Termes municipals limítrofs:
|           |         | Font-romeu, Odelló i Vià |
| Targasona |         |                          |
|           | Estavar |                          |

### El poble d'Èguet

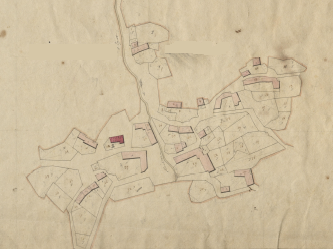
Èguet en el Cadastre napoleònic del 1812 (Arxius Departamentals dels Pirineus Orientals)

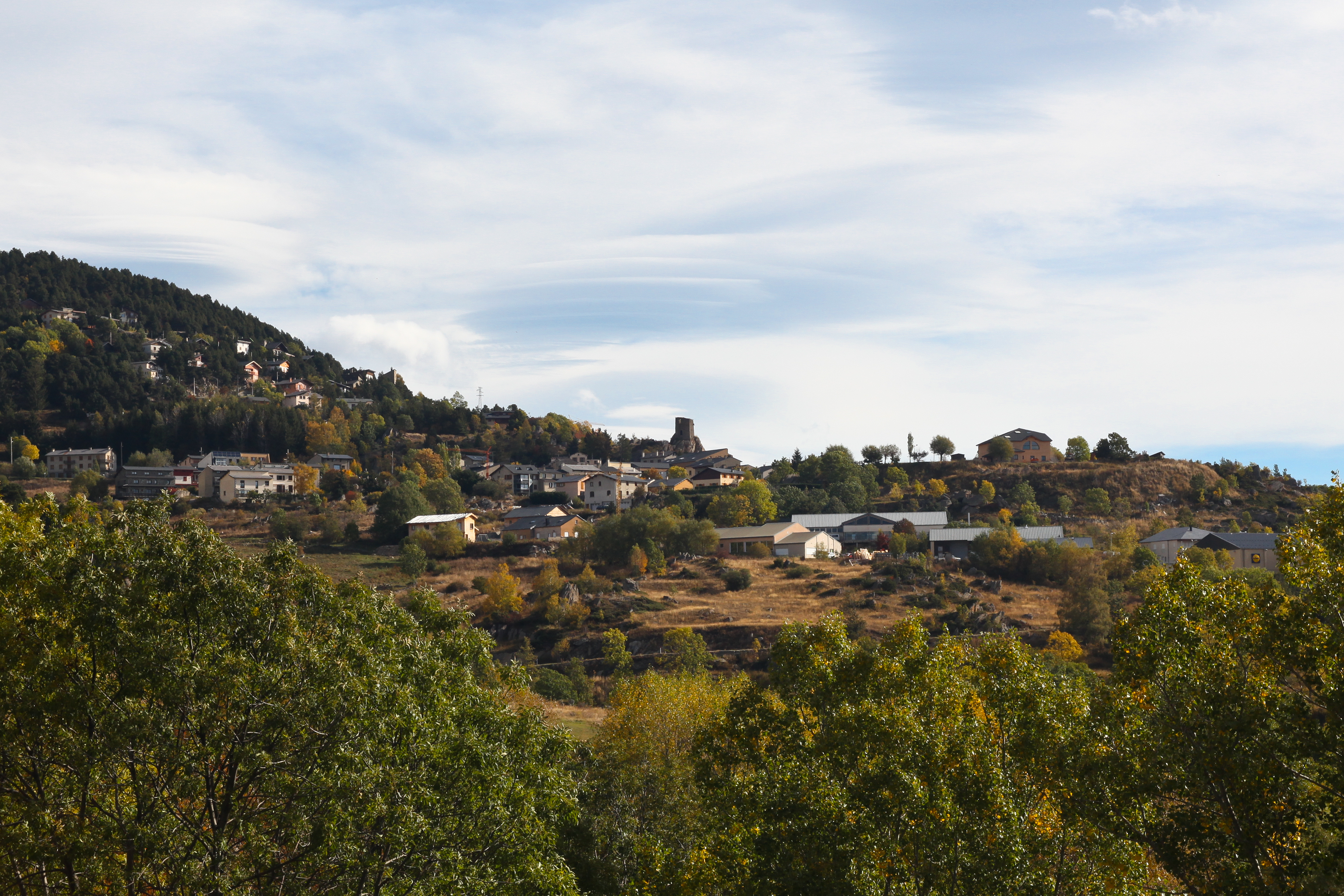
Vista general d'Èguet

El poble d'Èguet és situat a la zona central-sud del terme, a prop del límit amb Estavar i a l'esquerra del Rec d'Èguet. És en els vessants oriental i meridional del turó granític on es troba la Torre d'Èguet, en el cim del qual s'ha obert modernament la urbanització del Coll del Beç. L'església parroquial de Sant Esteve d'Èguet és a l'extrem meridional del poble. El cementiri ja no és al voltant de l'església, ja que va ser portat modernament a una certa distància a ponent del poble, on també hi ha la zona industrial. En el cementiri es troba la capella del Sant Crist d'Èguet. Al nord del poble s'ha creat la urbanització de les Bergeries.
En el poble es conserva bona part de les cases tradicionals, de les quals s'han conservat bastants noms: Ca la Xica, Cal Batlle Vell, Ca l'Inglès, abans Cal Jeroni, Cal Jepa, o Cal Cantonyer, Cal Marc, Cal Marc Vell, Cal Messies, Cal Minguet, Cal Mitjaire, Cal Putxó, o Cal Piguillem, Cal Sastre i Cal Silet.

### Les masies del terme
El terme comunal d'Èguet té una sola masia fora del nucli de població, el Mas de Sant Esteve, situat al sud del nucli principal.

### Hidrònims

#### Cursos d'aigua
Pocs són els cursos d'aigua presents a Èguet. El més important, que travessa el terme de nord a sud-oest, és el Rec d'Èguet, o de les Clotes, que es forma al Pla d'Èguet, al límit comunal nord, amb l'aportació del Rec dels Clots, i en el seu pas pel terme d'Èguet rep per la dreta el Rec de la Cometa de l'Anglada i el Rec de la Coma de la Mateva. A llevant del poble eguetà, el Rec d'Èguet s'aboca en el Rec de l'Estaüja poc després de rebre, també per la dreta, el Rec de Nalgar. El Rec de l'Estaüja fa de termenal amb Targasona a partir d'aquell lloc. L'extrem nord-oriental del terme d'Èguet està definit pel Rec de la Portella, o de les Canaletes, que no rep del terme eguetà cap afluent important. Al sud-est es troba el Rec de Sant Esteve, amb el Rec de les Planes, que s'aboca en l'Angost just a la punta sud-oriental del terme d'Èguet.

#### Canals d'irrigació
A Èguet es poden trobar dos canals de reg: el Rec d'Èguet, homònim del principal torrent del terme, i la Trenca del Rec d'Èguet, variant seva.

### Orònims
El fet de ser un terme petit i poc accidentat orogràficament fa que no hi hagi una gran abundor d'orònims. Tanmateix, s'hi poden trobar el Bosc Comunal d'Èguet, el Clot de la Nantilla i les Clotes, el Coll del Beç, algunes comes, com la Coma de la Mateva, la de Miró, la de Mollet, la Coma Llarga i la Cometa de l'Anglada, el Pla d'Èguet, les Planes, la Serra de la Baladosa, o Balladosa, la Serra de n'Ardena, el Serrat de la Creu, el Serrat del Cotiu, el Serrat d'en Puig, el Solà i la Solana.

### El terme comunal
Les partides i indrets específics del terme d'Èguet són el Camp del Manuel, el Coll d'Èguet, el Coll de Fau, el Coll del Beç, els Corrals, Corrovira, les Deveses, el Fontanal Negre, la Font Tapada, les Llenes, Nalgar, la Portella de Font-romeu, els Prats d'Amunt, el Pujolet, les Ribes, Sant Esteve, els Sequers, en Serres, la Singlantana, les Socarrades, la Tartera de Coma de Miró i Torriguelles.

#### Senyals termenals
Una bona part dels topònims conservats pertanyen a senyals termenals. Són el Clot de Baix de la Serra de Baladosa, la Creu de Coma de Miró i la Portella, la Creu de la Coma de la Mateva, la Creu del Comunal, la Creu de la Muntanya de Coma de Miró, la Creu de la Portella de Font-romeu, la Creu de la Tartera de Coma de Miró, la Creu del Camp d'en Buscall, la Creu del Camp d'en Campí, la Creu del Camp d'en Fabra, la Creu del Camp d'en Figuerola, la Creu del Capdamunt dels Corrals, la Creu del Capdavall de Coma de Miró, la Creu del Capdavall de Coma Llarga, la Creu del Capdavall del Pla d'Èguet, la Creu del Cim de la Coma de la Mateva, la Creu del Cim de la Coma de Mollet, la Creu del Clot de la Nantilla, la Creu del Fons dels Sequers, la Creu de les Plans al Camp d'en Piguillem, abans, d'en Cerdà, la Creu de les Planes al Camp d'en Cerdà, la Creu dels Sequers, la Creu de n'Ardena, la Peirafita, el Piló del Cim de la Serra de Baladosa, el Piló del Cim del Serrat d'en Puig, el Piló de Llobins, el Roc del Mal Consell, el Roc del Serrat del Cotiu i la Termenera.

## Transports i comunicacions

### Carreteres
En el terme comunal d'Èguet es poden trobar fins a quatre carreteres departamentals: la D - 618, la D - 10d, D - 10f i la D - 33f. La carretera D - 618 (N - 116, a la Cabanassa - Ur), a través de la qual enllaça amb la resta de la Catalunya del Nord, travessa el terme d'est a oest, procedent d'Odelló i amb destí a Targasona. La D - 10d és una carretera curta, que des de Coll de Fau uneix la D - 618 amb la D - 10f passant pel centre d'Èguet. La D - 10f, o Ruta de Cerdanya, és una variant de la D - 10 (Dorres - Vilanova de les Escaldes), i uneix l'esmentat Coll de Fau amb Font-romeu. Finalment, la D - 33f duu del Coll de Fau a Estavar, on enllaça amb la carretera D - 33, de la qual és una variant.

### Transport públic col·lectiu
Èguet és lloc de pas de la línia 260, que uneix Perpinyà amb la Cerdanya passant per Prada, fins on és directa des de la capital del Rosselló, Rià, Vilafranca de Conflent, Serdinyà, Oleta, Toès, Fontpedrosa, Fetges, Montlluís, Bolquera, Font-romeu, Èguet, Targasona, Angostrina, Vilanova de les Escaldes, Ur, Enveig, la Tor de Querol, la Cabanassa, Sallagosa, Er, Naüja, Oceja, la Guingueta d'Ix, Ur (fent un bucle a l'Alta Cerdanya), Enveig, la Tor de Querol, Porta i Portè. Aquesta línia circula de dilluns a dissabte amb quatre serveis diaris en direcció a la Cerdanya i cinc en direcció a Perpinyà, més un servei diari extra divendres i dissabte i tres serveis en cada direcció el diumenge.

### Els camins del terme
En el terme d'Èguet hi ha uns quants camins que enllacen aquest poble amb els termes i vilatges veïns: Camí del Pla d'Èguet, que és, de fet, dins del terme de Font-romeu, Odelló i Vià, el Camí de Targasona, el Camí Vell de Font-romeu, el Camí Vell d'Estavar, el Camí Vell d'Odelló, la Pista d'Estavar a Targasona, la Ruta de Font-romeu, o Ruta de Cerdanya, la Ruta d'Estavar, la Ruta de Targasona, la Ruta d'Odelló i el Torn de Cerdanya. Entre els camins interns del terme d'Èguet es troben el Camí de la Creu, el de la Mola, el del Bac, el del Comunal i el de Nalgar.

## Activitats econòmiques
L'economia tradicional d'Èguet anava lligada a l'explotació del bosc i a la dels prats i conreus de farratges existents en el terme, amb el subsegüent desenvolupament d'una certa activitat ramadera de bestiar boví. A la zona més baixa, vora del Rec d'Èguet, hi ha una mica de conreu de cereals.

## Història

### Edat mitjana
Èguet apareix, i n'és la primera menció, a l'Acta de consagració de la Seu d'Urgell, del 819 (tot i que sembla que en realitat la data ha de ser posterior). El segle xi força propietaris tenen alous a Èguet, però ja al xii és l'abadia de Sant Martí del Canigó el propietari de la major part del terme: el papa Alexandre III confirmava en una butlla del 1163 adreçada a aquest monestir els praedia quae habetis in parrochia S. Stephani de Egued. Sant Martí del Canigó en mantingué el domini fins a la caiguda de l'Antic Règim. El segle xiv els habitants d'Èguet eren afranquits dels mals usos per l'abat Ramon Berenguer, de l'abadia esmentada.

## Demografia

### Demografia antiga
La població està expressada en nombre de focs (f) o d'habitants (h)
| 8 f | 5 f | 4 f | 18 f | 14 f | 92 h | 27 f | 103 h | 16 f |

(Fonts: Pélissier, 1986.)
Nota:
- 1378: comptats amb Odelló.

### Demografia contemporània
| Evolució de la població |      |      |      |      |      |      |      |      |
| 1793                    | 1800 | 1806 | 1821 | 1831 | 1836 | 1841 | 1846 | 1851 |
| 89                      | 65   | 78   | 87   | 85   | 89   | 94   | 103  | 102  |

| 1856 | 1861 | 1866 | 1872 | 1876 | 1881 | 1886 | 1891 | 1896 |
| ---- | ---- | ---- | ---- | ---- | ---- | ---- | ---- | ---- |
| 115  | 110  | 109  | 113  | 125  | 124  | 120  | 106  | 90   |

| 1901 | 1906 | 1911 | 1921 | 1926 | 1931 | 1936 | 1946 | 1954 |
| ---- | ---- | ---- | ---- | ---- | ---- | ---- | ---- | ---- |
| 99   | 104  | 98   | 78   | 74   | 66   | 69   | 60   | 53   |

| 1962 | 1968 | 1975 | 1982 | 1990 | 1999 | 2004 | 2009 | 2014 |
| ---- | ---- | ---- | ---- | ---- | ---- | ---- | ---- | ---- |
| 81   | 122  | 202  | 310  | 419  | 494  | 475  | 453  | 442  |

| 2016 |
| ---- |
| 447  |

Fonts: Ldh/EHESS/Cassini fins al 1999, després INSEE a partir deL 2004

### Evolució de la població

Població 1962-2008

## Administració i política

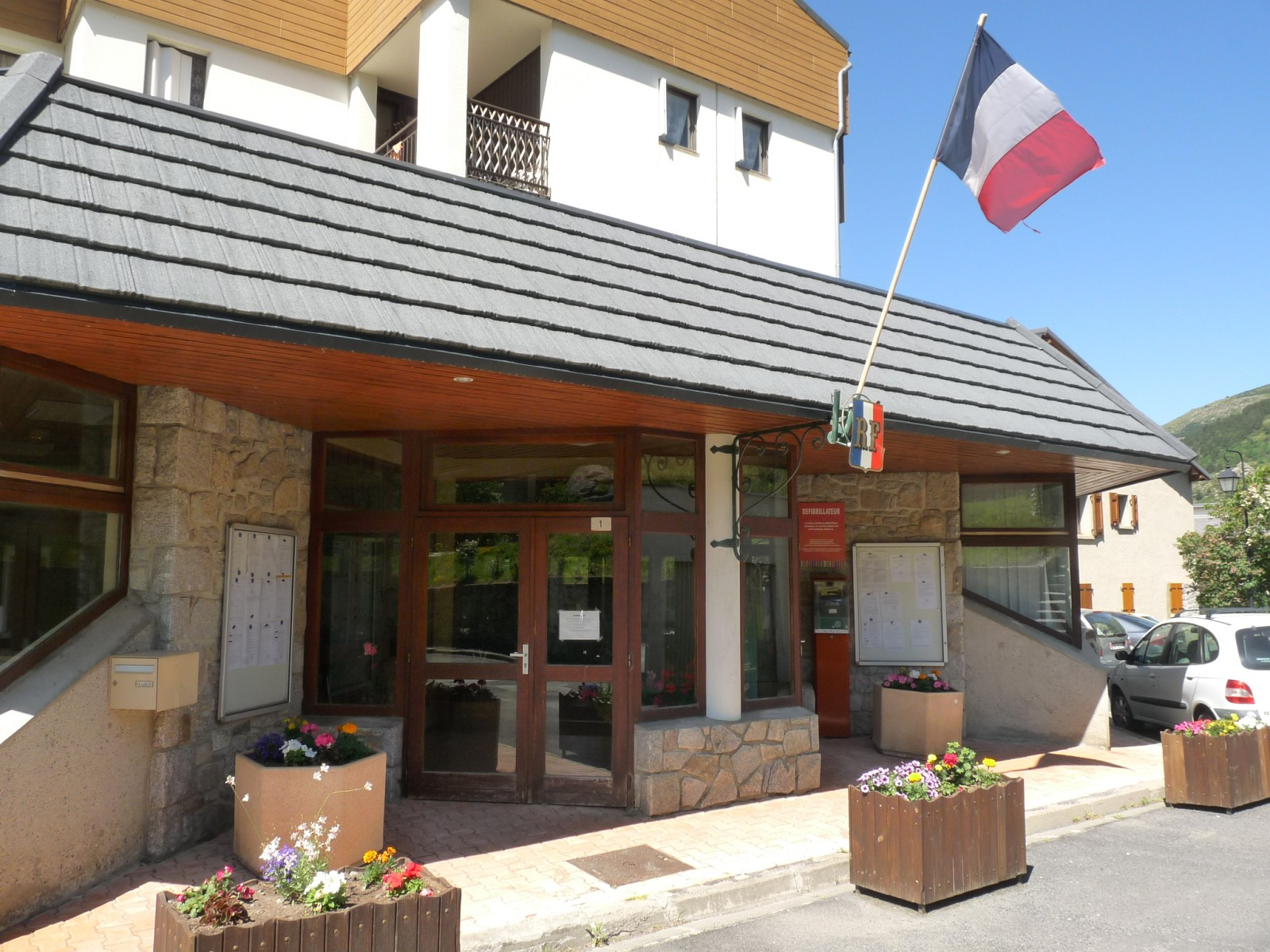
La Casa del Comú

### Batlles
| Batlle            | Període                       |
| ----------------- | ----------------------------- |
| Grégoire Vallbona | Març del 2014 - Moment actual |

### Legislatura 2014 - 2020

#### Batlle
- Grégoire Vallbona.

#### Adjunts al batlle[9]
- 1r: Claude Grau
- 2n: Pierre Clotet.

#### Consellers municipals
- Alexandra Arné
- Jean-Luc Belou
- Félix Blanco
- Anne Fourcade
- Pascal Lefèbvre
- Katia Louriac
- Sylvain Marty
- Elias Paredes.

### Adscripció cantonal
Des de les eleccions cantonals del 2015, Èguet forma part del Cantó dels Pirineus Catalans.

### Serveis comunals mancomunats
Èguet pertany a la Comunitat de comunes Pirineus Cerdanya, amb capitalitat a Sallagosa, juntament amb Angostrina i Vilanova de les Escaldes, Dorres, Enveig, Er, Estavar, la Guingueta d'Ix, Llo, Naüja, Oceja, Palau de Cerdanya, Porta, Portè, Sallagosa, Santa Llocaia, Targasona, la Tor de Querol, Ur i Vallcebollera.

## Ensenyament i Cultura

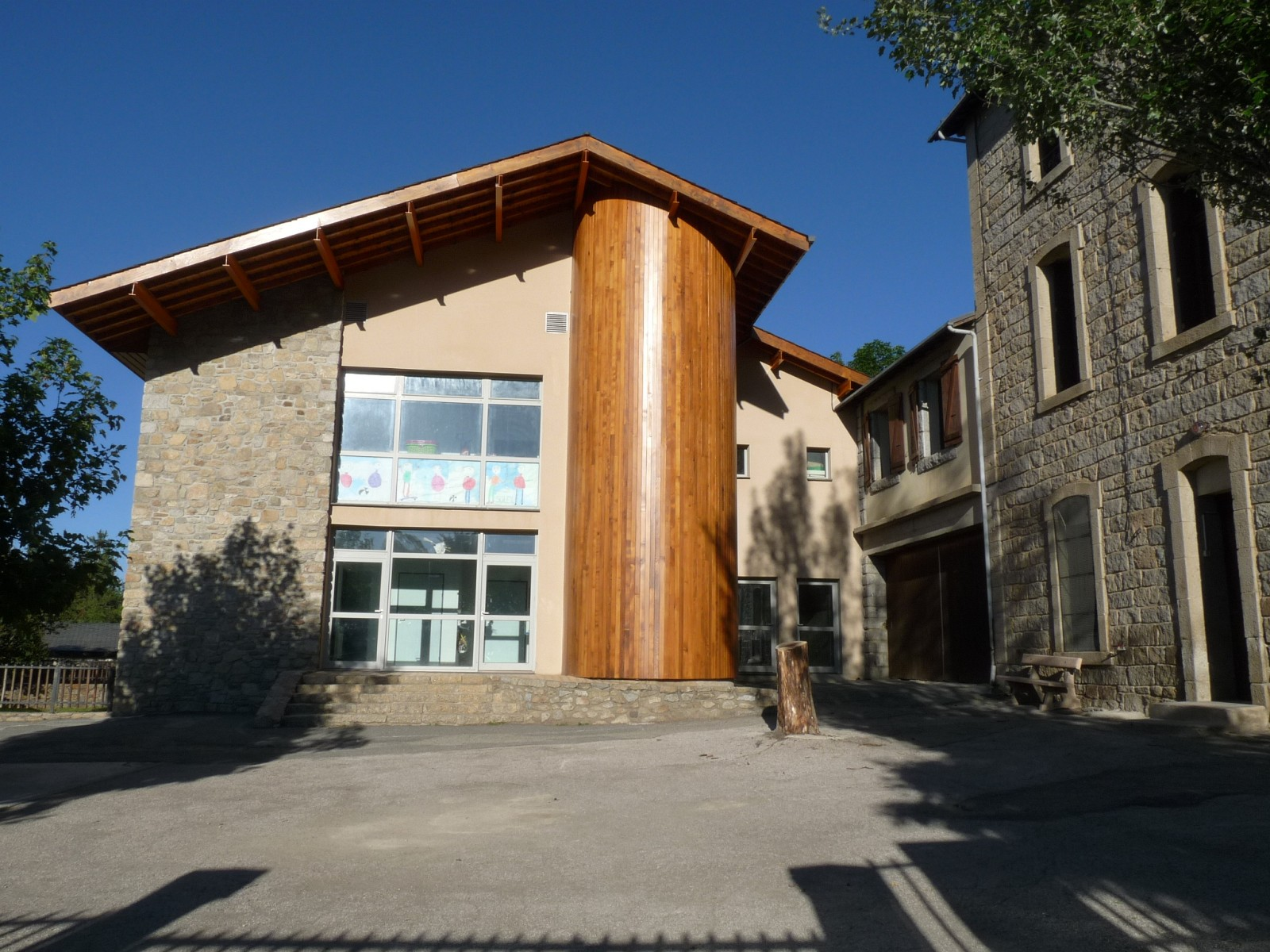
L'escola d'Èguet

A Èguet hi ha una escola pública maternal i primària, situada a la Plaça de l'Església, al centre de la població. Tanmateix, alguns infants eguetans assisteixen a classe a les escoles públiques i privades dels termes veïns, sobretot Font-romeu, Odelló i Vià i Targasona.
Per a la secundària i el batxillerat, els col·legis i liceus de Font-romeu, Odelló i Vià són també els més accessibles.

## Persones il·lustres
- Miquel Fabra (finals s. xii - s. xiii), religiós que ajudà a Sant Domènec de Guzmán en la fundació de l'Orde dels Predicadors.